# Abano Terme

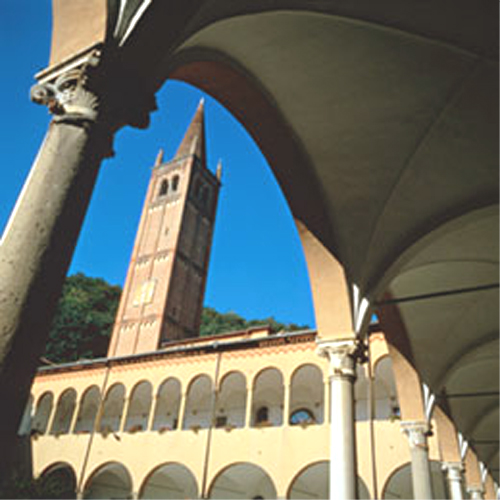
Campanile der Wallfahrtskirche Madonna della Salute von Monteortone di Abano

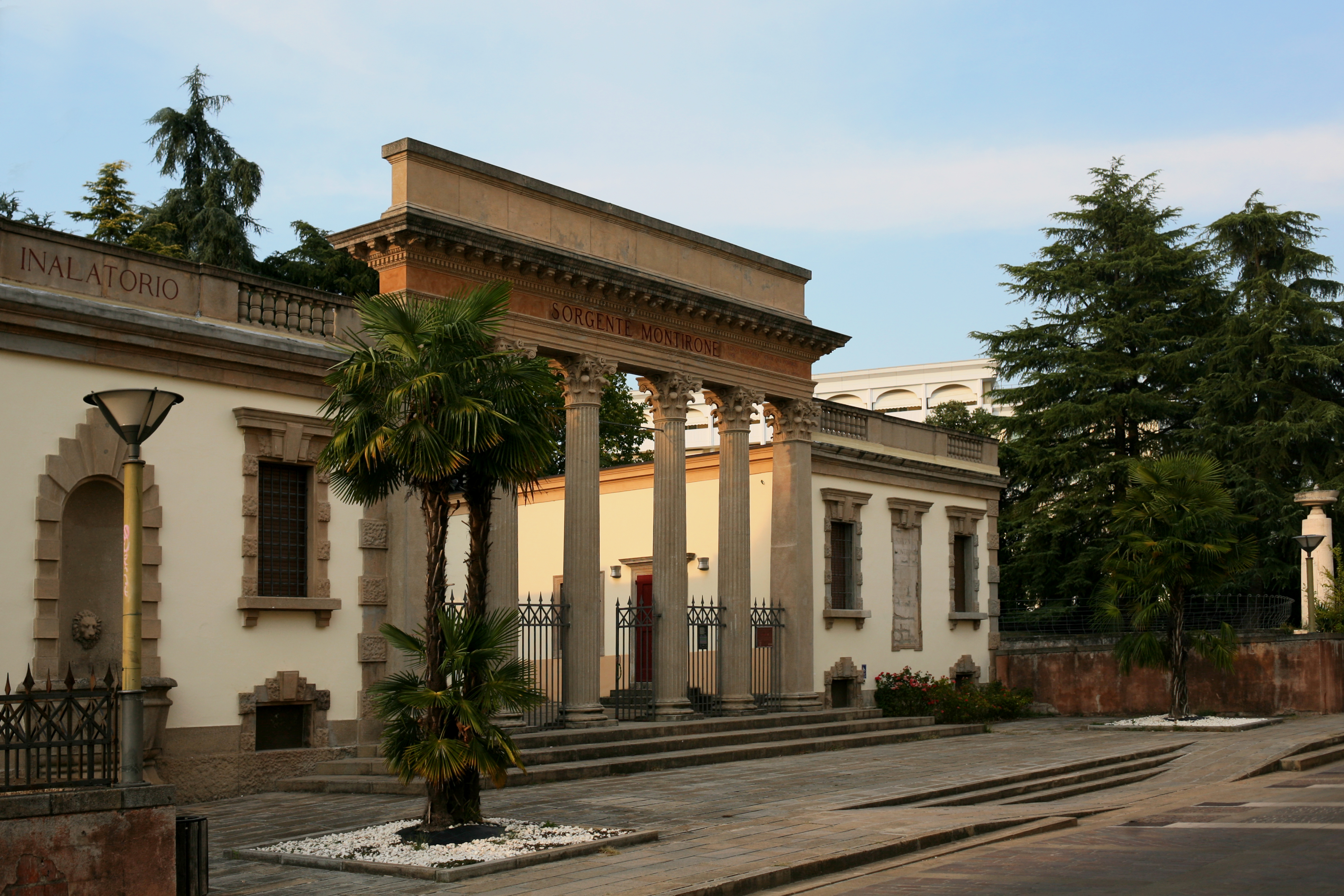

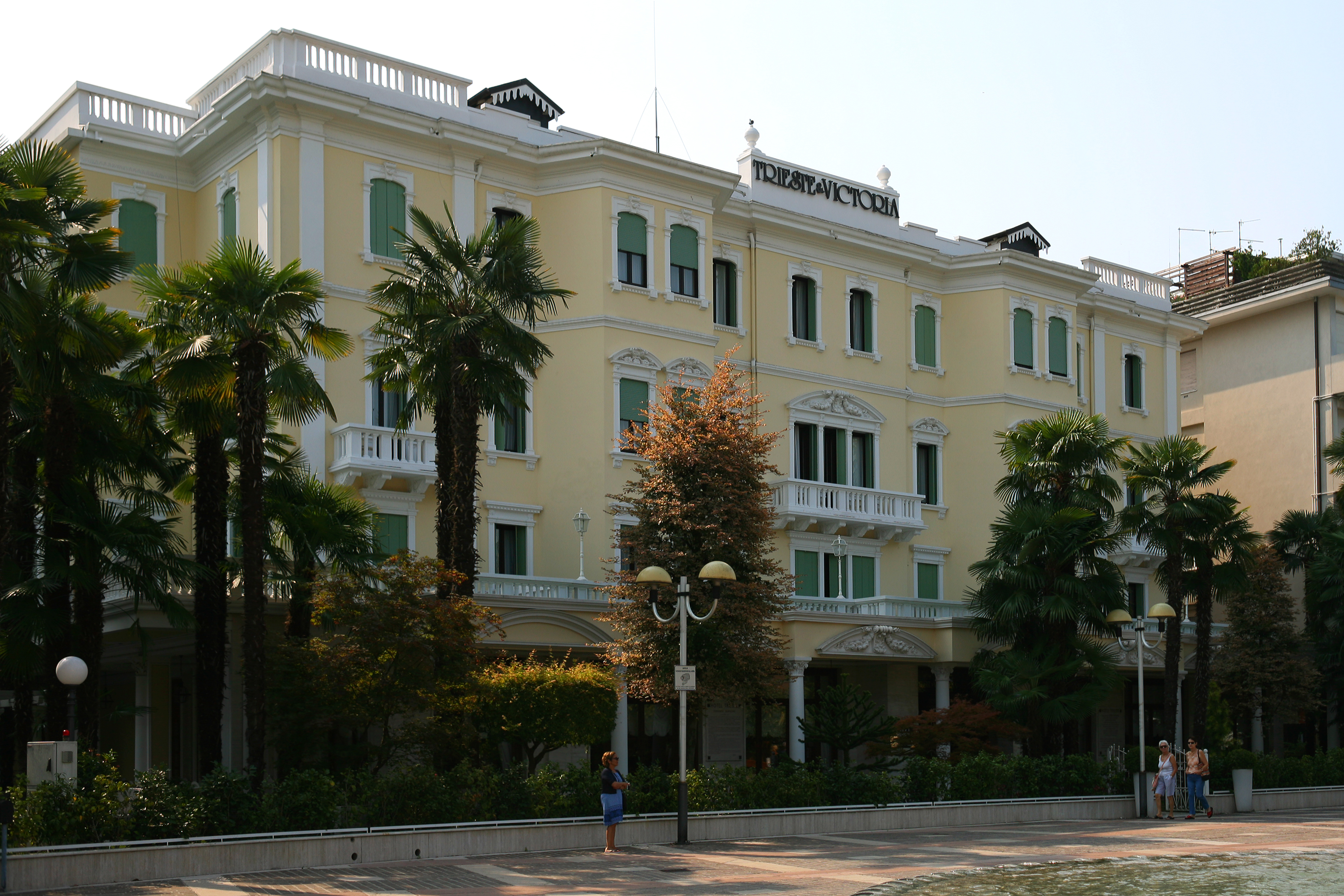
Hotel Trieste & Victoria

Abano Terme, bis 1924 Abano Bagni, ist eine italienische Gemeinde und ein Heilbad in den Euganeischen Hügeln in der Provinz Padua, Venetien, mit 20.433 Einwohnern (Stand 31. Dezember 2023). Die Euganeischen Hügel sind berühmt wegen ihrer Thermalwasserquellen, eines hyperthermalen Brom-Jod-Sole-Wassers, welches leicht radioaktiv ist. Sie entspringen mit einer Temperatur von bis zu 87 °C aus dem Euganeischen Thermalbecken und werden seit Jahrhunderten zu therapeutischen Zwecken, vor allem gegen Nervenleiden und Rheumatismus, genutzt. Zahlreiche spezialisierte Thermalhotels bieten hochmoderne Fango-, Inhalations- und Wellnesstherapien an.

## Geografie
Die Stadt liegt am östlichen Fuß der Euganeischen Hügel, etwa 10 km südwestlich von Padua, an der Bahnstrecke Padua–Bologna.
Ortsteile von Abano sind neben dem Kernort mit dem alten Zentrum um den Dom San Lorenzo und dem Kurgebiet um den Mont’ Irone die Ortsteile Feriole, Giarre, Monterosso und Monteortone.
Abano grenzt an die Orte Albignasego, Due Carrare, Maserà di Padova, Montegrotto Terme, Padua, Selvazzano Dentro, Teolo und Torreglia.

## Geschichte
Im 9. Jahrhundert v. Chr. siedelten im Gebiet des heutigen Abano die Euganeer, die später von den Venetern in die nahen Hügel abgedrängt wurden. Schon diese Völker nutzten das warme Wasser und den Fango, wie aus Funden hervorgeht. Den Römern waren die Thermalquellen als Fons Aponi (Quelle des Gottes Aponus, der den Schmerz nimmt) oder Aquae Patavinae ebenfalls bekannt. Die Quellen wurden intensiv genutzt und mit Badeeinrichtungen versehen, zu denen Patienten aus ganz Italien strömten. Der römische Dichter Martial rechnet sie zu den in seiner Zeit (1. Jahrhundert n. Chr.) beliebtesten Badeplätzen. In der Spätantike wurden sie ausführlich von Claudian und in einem Brief des Ostgotenkönigs Theoderich beschrieben. Außer zu Heilzwecken dienten sie auch für Prophezeiungen, indem man Lose in das Becken der Quelle warf, woraus dann geweissagt wurde. In der Nähe befand sich ferner ein Tempel des Geryon, in dem Orakel gegeben wurden. Aus einem Epigramm Martials wurde bisweilen geschlossen, dass Abano Terme der Geburtsort des römischen Geschichtsschreibers Titus Livius gewesen sei, doch ist dies sehr unwahrscheinlich; vielmehr wurde er im nahe gelegenen Patavium (heute Padua) geboren.
Im 6. Jahrhundert zerstörten die Langobarden die römischen Thermen. Der Ort konnte sich erst im 12. Jahrhundert davon erholen.
Seit 1405 stand Abano unter der Herrschaft der Republik Venedig. 1866 kam der Ort zum Königreich Italien. Im gleichen Jahr wurde die Bahnstrecke Padua–Bologna eröffnet, die Abano für die zahlreichen Gäste aus Europa besser erreichbar machte. Damals gab es in sieben Hotels 228 Zimmer. 1911 wurde eine Straßenbahnlinie von Padua nach Abano eingerichtet, die heute nicht mehr existiert.
Im Ersten Weltkrieg wurde die Stadt zum Sitz des Oberkommandos der italienischen Streitkräfte. Am 3. November 1918 wurde in der Nähe der Waffenstillstand von Villa Giusti unterzeichnet. 1927 wurde Abano-Bagni als eine der ersten Städte Italiens zur Thermalstation erklärt. 1930 erhielt die Gemeinde ihren heutigen Namen. Im Zweiten Weltkrieg war dort das Kommando der deutschen Luftwaffe in Italien stationiert. Während der letzten Kriegsmonate wurde Abano Terme eine Città Ospedaliera (Lazarettstadt) unter dem Schutz des Internationalen Komitees vom Roten Kreuz.
Ab 1947 wurden zahlreiche neue Hotels gebaut, um den steigenden Bedarf der vielen Gäste, die sich hier einer Thermal- und Fango-Kur unterziehen wollten, decken zu können. 1973 wurde der Gemeinde das Stadtrecht verliehen. Seit den 1990er Jahren besuchen etwa zwei Millionen Gäste jährlich die Kurstadt. Heute gibt es in Abano über 80 Hotels unterschiedlicher Kategorien, die meisten mit Kureinrichtungen zur Bade- und Fangotherapie.

## Sehenswürdigkeiten
- Der Dom San Lorenzo im alten Ortskern wurde 1780 als Ersatz für eine früher dort stehende und zerstörte Kirche erbaut. Der Campanile ist wesentlich älter: die unteren Teile stammen aus dem 10. Jahrhundert, der obere Teil stammt von 1314. Die Trachyt-Fassade passt sich in ihrer Gestaltung dem Turm an und stammt aus dem Jahr 1967.
- Neben dem Domplatz befindet sich seit dem Jahr 1996 auf der neu geschaffenen Piazza del Sole e della Pace (Platz der Sonne und des Friedens) eine horizontale Sonnenuhr, die mit einer Fläche von etwa 300 m² eine der größten in Europa ist.
- Der Mont’Irone, eine kleine Erhebung im Kurgebiet, ist der Ursprung des Bäderbetriebs: hier waren die ersten Quellen des Thermalwassers und die ersten Bäder. In einem kleinen Park sind noch Reste dieser Anlagen zu sehen.
- Die Wallfahrtskirche Madonna della Salute im Ortsteil Monteortone, etwa 1 km vom Kurgebiet entfernt, wurde zwischen 1428 und 1435 errichtet. Sie musste im 20. Jahrhundert wegen Baufälligkeit mehrmals geschlossen werden, ist aber nach gründlicher Restaurierung seit 1976 ein geschätzter Rahmen für Konzerte. Eine Besonderheit: aus einer kleinen Brunnenschale in der Kirche quillt beständig Thermalwasser. Im angeschlossenen Kloster wurden bis 2003 Thermalkuren durchgeführt.
- Etwa 4 Kilometer westlich von Abano Terme liegt die um 1080 gegründete Benediktinerabtei Abbazia di Praglia.

## Städtepartnerschaften
Abano Terme unterhält Städtepartnerschaften zu folgenden Badeorten:
- Shibukawa in der japanischen Präfektur Gunma, seit 1993
- Lipik in der kroatischen Gespanschaft Požega-Slawonien, seit 2000
- Bad Füssing im deutschen Bundesland  Bayern, seit 2003
- Molos-Agios Konstantinos in dem griechischen Regionalbezirk Fthiotida, seit 2008

## Söhne und Töchter der Stadt
- Pietro d’Abano (1250/1257–1316), Arzt, Philosoph und Astrologe
- Matteo Meneghello (* 1981), Automobilrennfahrer
- Alberto Dainese (* 1998), Radrennfahrer
- Angelica Soffia (* 2000), Fußballspielerin